# Покаяние (филм)
„Покаяние“ (на грузински: მონანიება) е грузински драматичен филм от 1984 година на режисьора Тенгиз Абуладзе. Сюжетът се основава на въображаемото отмъщение, което извършва срещу починал местен номенклатурен водач една от неговите жертви. Централна тема е отказът от покаяние на извършителите на комунистическия терор и техните наследници. Главните роли изпълняват Автандил Махарадзе, Зейнаб Боцвадзе, Едишер Гиоргобиани, Мераб Нинидзе.
Макар че филмът е заснет с личните протекции на грузинския лидер Едуард Шеварднадзе, веднага след първите му прожекции през 1984 година той е забранен от цензурата, тъй като съдържа почти неприкрита остра критика срещу комунистическия режим. Едва през 1987 година, след началото на перестройката, филмът получава широко разпространение в Съветския съюз и в чужбина и се превръща в един от символите на либерализацията на режима.
На фестивала в Кан през 1987 година филмът е номиниран за Златна палма и получава наградите на трите журита — Голямата награда, наградата на ФИПРЕСИ и наградата на ейкуменичното жури. На учредените през същата година съветски филмови награди Ника „Покаяние“ получава 6 награди — за най-добър филм, най-добър актьор (Автандил Махарадзе), най-добър оператор, най-добър режисьор, най-добър сценограф и най-добър сценарий. На следващата година е номиниран за Златен глобус за най-добър чуждоезичен филм.
„Покаяние“ е последната част от трилогия на Тенгиз Абулдзе, посветена на грузинската история, включваща още филмите „Молба“ (1968) и „Дървото на желанията“ (1977).